# 庐江书院
庐江书院又名何家祠，是岭南广肇两府何氏的合族祠堂，在廣州市西湖路流水井29号之一，大小馬站書院群倖存古蹟之一，為現時广州保存基本完整的宗族（祠）书院之一。
始建于清朝嘉庆十三年（1808年），道光、光绪年间曾重修，占地面积1722平方米。自清代至民国时期作为省内何姓族人子弟到广州求学寄宿之处，中华人民共和国成立后改为民居。1993年8月9日被公布为第四批广州市文物保护单位。